# アーミー・ワイフ
『アーミー・ワイフ』(Army Wives) は、夫または妻が軍に所属している5つの家庭を描いたアメリカ合衆国のテレビドラマシリーズである。ABCスタジオが製作し、2007年6月3日にライフタイムで初回が放送された。

## キャスト

### メインキャスト
| キャサリン・ベル             | デニス・シャーウッド（英語版）             | メイン       | メイン       | メイン       | メイン       | メイン       | メイン           | メイン           |                  |  |
| ウェンディ・デイヴィス       | ジョーン・バートン（英語版）               | メイン       | メイン       | メイン       | メイン       | メイン       | メイン           | メイン           |                  |  |
| ブライアン・マクナマラ       | マイケル・ホールデン（英語版）             | メイン       | メイン       | メイン       | メイン       | メイン       | メイン           | メイン           |                  |  |
| サリー・プレスマン           | ロキシー・ルブラン（英語版）               | メイン       | メイン       | メイン       | メイン       | メイン       | メイン           | スペシャルゲスト |                  |  |
| スターリング・K・ブラウン    | Dr.ローランド・バートン（英語版）          | メイン       | メイン       | メイン       | メイン       | メイン       | メイン           | リカーリング     |                  |  |
| ブリジッド・ブラナー         | パメラ・モーラン（英語版）                 | メイン       | メイン       | メイン       | メイン       | メイン       | スペシャルゲスト | スペシャルゲスト |                  |  |
| キム・デラニー               | クラウディア・ジョイ・ホールデン（英語版） | メイン       | メイン       | メイン       | メイン       | メイン       | メイン           |                  |                  |  |
| ドリュー・ファラー           | トレヴァー・ルブラン（英語版）             | メイン       | メイン       | メイン       | メイン       | メイン       | メイン           |                  |                  |  |
| ジェレミー・デヴィッドソン   | チェイス・モーラン                         | メイン       | メイン       | メイン       | メイン       | メイン       | ゲスト           |                  |                  |  |
| リチャード・ブライアント     | ジェレミー・シャーウッド                   | メイン       | メイン       | メイン       | メイン       | メイン       |                  |                  |                  |  |
| ジョン・ホワイト・Jr         | フィン・ルブラン                           | メイン       | メイン       | メイン       | メイン       | メイン       | メイン           |                  |                  |  |
| ルーク・バーテルミ           | トビー・ジャック・"T.J."・ルブラン         | メイン       | メイン       | メイン       | メイン       |              |                  |                  |                  |  |
| コナー・クリスティ           | トビー・ジャック・"T.J."・ルブラン         |              |              |              |              | メイン       | メイン           |                  |                  |  |
| ジェイク・ジョンソン         | ルーカス・モラン                           | メイン       | メイン       | メイン       | メイン       | メイン       |                  |                  |                  |  |
| クロエ・J・テイラー          | キャサリン・アイリーン・"ケイティ"・モラン | メイン       | メイン       | メイン       | メイン       | メイン       |                  |                  |                  |  |
| キム・アレン                 | アマンダ・ジョイ・ホールデン               | メイン       | ゲスト       |              |              |              |                  |                  |                  |  |
| キャロライン・ピレス         | エマリン・ホールデン                       | メイン       |              |              |              |              |                  |                  |                  |  |
| ケイトリン・ピッピー         | エマリン・ホールデン                       |              | リカーリング | リカーリング | リカーリング | リカーリング | スペシャルゲスト | スペシャルゲスト | スペシャルゲスト |  |
| テリー・セルピコ             | フランク・シャーウッド                     | リカーリング | リカーリング | メイン       | メイン       | メイン       | メイン           | リカーリング     |                  |  |
| エリン・クラクフ             | ターニャ・ガブリエル                       |              |              |              | リカーリング | リカーリング | メイン           |                  |                  |  |
| ケリー・ウィリアムズ         | ジャッキー・クラーク                       |              |              |              |              |              | メイン           | メイン           |                  |  |
| アリッサ・ディアス           | グロリア・クルス                           |              |              |              |              |              | メイン           | メイン           |                  |  |
| ジョセフ・ジュリアン・ソリア | ヘクター・クルス                           |              |              |              |              |              | メイン           | メイン           |                  |  |
| トーレイ・デヴィート         | マギー・ホール                             |              |              |              |              |              |                  | メイン           |                  |  |
| アシャンティ                 | ラタシャ・モントクレア                     |              |              |              |              |              |                  | メイン           |                  |  |
| エル・マクルモア             | ホリー・トルーマン                         |              |              |              |              |              |                  | メイン           |                  |  |
| ブルック・シールズ           | キャサリン・"キャット"・ヤング             |              |              |              |              |              |                  | メイン           |                  |  |

### リカーリングキャスト
以下のキャストは複数シーズンで3話以上に出演した者の一覧である:
| 俳優                         | キャラクター                       | 出演シーズン        |
| ---------------------------- | ---------------------------------- | ------------------- |
| ジジ・ライス                 | マルタ・ブルックス                 | 第1-2、4、6シーズン |
| メリッサ・ポンツィオ         | アンジー                           | 第1-3シーズン       |
| ローダ・グリフィス           | レノア・ベイカー・ルートヴィヒ     | 第1、4、6シーズン   |
| パトリシア・フレンチ         | ベティカムデン                     | 第1-2シーズン       |
| ケイト・クニーランド         | マリリン・ポラスキ                 | 第1シーズン         |
| シーマス・デヴァー           | クリス・ファールヒンゲティ         | 第2シーズン         |
| ケリー・コリンズ・リンツ     | カーラ・ライト                     | 第2シーズン         |
| マシュー・グレイヴ           | エヴァン・コナー                   | 第2-3シーズン       |
| マイテ・ガルシア             | ジェニファー・コナー               | 第2-3シーズン       |
| ポール・ウェズレイ           | ローガン・アトウォーター           | 第2-3シーズン       |
| ギャヴィン・マッカレー       | トーマス                           | 第3シーズン         |
| クリフトン・パウエル         | テレンス・プライス                 | 第3-4シーズン       |
| ジェフ・ローズ               | ブライス・オグデン                 | 第3-5シーズン       |
| ティム・パラティ             | 料理長                             | 第3シーズン以降     |
| Antjuan Tobias               | ガイ・リグス                       | 第4-5シーズン       |
| ハリー・ハムリン             | グラント・チャンドラー             | 第4-5シーズン       |
| リー・ターゲセン             | クレイトン・ブーン                 | 第4-5シーズン       |
| コリー・ハート               | ウィット・カーター                 | 第5シーズン         |
| McCarrie McCausland          | デヴィッド・バートン               | 第5シーズン以降     |
| ライアン・ミシェル・ベイズ   | チャーリー                         | 第6シーズン         |
| ロバート・ジョン・バーク     | ケヴィン・クラーク                 | 第6シーズン以降     |
| アダム・ボイヤー             | レオン・"スキー"・ウイスニウスキー | 第6シーズン以降     |
| ジョイ・レン                 | サラ・エリザベス・バートン         | 第6シーズン以降     |
| ケリー・マーティン           | Nicole Galassini                   | 第6シーズン         |
| スーザン・ルッチ             | アンドレイ・ウィッテカー           | 第6シーズン         |
| ジェイソン・ペンダーグラフト | ブレイク・ハンソン                 | 第6シーズン         |
| ラリー・ギリアード・Jr       | マーカス・ウィリアムス             | 第6シーズン         |
| クロエ・ラニアー             | ペニー・キャンベル                 | 第6-7シーズン       |
| バージェス・ジェンキンス     | エディ・ホール                     | 第7シーズン         |
| ジョシュア・ヘンリー         | クインシー・モントクレア           | 第7シーズン         |
| ジェシー・マッカートニー     | ティム・トルーマン                 | 第7シーズン         |
| ブラント・ドーハティ         | パトリック・クラーク               | 第7シーズン         |
| Ella Wahlestedt              | キャロライン・ホール               | 第7シーズン         |
| Caleb Barwick                | タナー                             | 第7シーズン         |
| ナイルズ・フィッチ           | デュース・モントクレア             | 第7シーズン         |

## 製作

### 企画
『アーミー・ワイフ』は ターニャ・ビアンクの書籍『Under the Saber: The Unwritten Code of Army Wives』を基にキャサリン・ファゲイトが製作した。ファゲイトはマーク・ゴードン・カンパニーが書籍を受け取り、当初はそれまで自身が映画の仕事を中心としてきたために本作も映画化するのだろうと考えていた。彼女はマーク・ゴードン・カンパニーのデボラ・スペラと会い、殺人で始まって終わる映画を発案した。両者はABCとライフタイムにシリーズ化を持ちかけた。
キャストとスタッフはフォートブラッグとフォート・ベルボアの軍施設を訪れ、軍人妻たちと話した。国防総省は製作の際にブラックホークとハンヴィーを貸出した。
主要撮影は旧海軍基地で行われている。

### 製作スタッフ
『アーミー・ワイフ』はマーク・ゴードン・カンパニーがABCスタジオと共同で製作された。2006年12月の企画段階の際、サマンサ・コービン＝ミラーがエグゼクティブプロデューサー兼ショーランナーに起用された。しかしながら2007年3月、彼女が放送前からシリーズを降板し、ジェフ・メルヴォインが代わりに起用されることが発表された。2007年8月、ディー・ジョンソンがメルヴォインに代わって3代目ショーランナーとなった。2008年3月に彼女は降板し、ニック・ティールが就任した。2008年8月、シリーズ発案者であるキャサリン・ファゲイトも降板した。2009年からはメルヴォインがショーランナーに復帰した。
各脚本は軍から監修されている。ターニャ・ビアンクも全エピソードで軍事コンサルタントを務め、また軍隊生活描写の監修のため Todd Breassealle が参加した。キャストの1人であるブライアン・マクナマラはいくつかのエピソードを監督した。

### スピンオフ企画
2009年9月、『アーミー・ワイフ』のブログでスピンオフを製作して欲しいキャラクターが募集され、ブリジッド・ブラナーが演じるパメラ・モランが最多票を獲得した。2010年6月13日、警察官時代のパメラ・モランを主人公としたスピンオフシリーズの製作が報じられた。報道では第4シーズンのエピソードのひとつがバックドア・パイロットになる可能性があることが明かされた。第4シーズン第17話「Murder in Charleston」がバックドア・パイロットの役割を務め、2010年8月15日に放送された。しかしながら2010年9月、ライフタイムはスピンオフシリーズを中止した。

## 国際放送
アイルランドでは2007年10月15日月曜にTG4、ニュージーランドでは2008年6月19日木曜にTV2で放送が始まった。オーストラリアでは2008年12月1日にネットワーク・テンで放送が始まった。 and currently on pay TV provider FOXTEL. 南アフリカではM-Netにより放送された。イギリスではスカイ・リヴィングにより第3シーズンまでが放送されたが、2012年2月、テレビ局側は第4シーズン以降の権利を購入していないことを発表した。